# Schmalspurbahn des GMK Dalpolimetall
| Siedlung Tetjuche, 1934 (heute Dalnegorsk) |                           |                          |                              |
| Streckenverlauf |                           |                          |                              |
| Streckenlänge: | 5 km                      |                          |                              |
| Spurweite: | Erst 600 mm Später 750 mm |                          |                              |
| |                           |                          |                              |
| \| \| 0 \| Bergwerke \| Bergwerke \| \| \| 5 \| Fabrik (Фабрика) \| 44° 33′ 29″ N, 135° 34′ 7″ O \| \| \| 43 \| Erzkai (Рудная Пристань) \| 44° 22′ 2″ N, 135° 49′ 50″ O \| |                           |                          |                              |
| Kopfbahnhof Streckenanfang | 0                         | Bergwerke                | Bergwerke                    |
| Kopfbahnhof Strecke ab hier außer Betrieb | 5                         | Fabrik (Фабрика)         | 44° 33′ 29″ N, 135° 34′ 7″ O |
| Kopfbahnhof Streckenende (Strecke außer Betrieb) | 43                        | Erzkai (Рудная Пристань) | 44° 22′ 2″ N, 135° 49′ 50″ O |

Die Schmalspurbahn des GMK Dalpolimetall (russisch Узкоколейная железная дорога ГМК «Дальполиметалл», transkr. Uskokoleinaja schelesnaja doroga GMK «Dalpolimetall», transl. Uzkokolejnaâ železnaâ doroga GMK «Dal’polimetall») oder Schmalspurbahn Tetjuche (russisch Тетюхинская узкоколейная железная дорога, transkr. Tetjuchinskaja uskokoleinaja schelesnaja doroga, transl. Tetûhinskaâ uzkokolejnaâ železnaâ doroga) ist eine heute noch fünf Kilometer lange Schmalspurbahn mit einer Spurweite von 750 mm zum Transport von Blei-Zink-Erzen bei Dalnegorsk in der Region Primorje in Russland.

## Geschichte

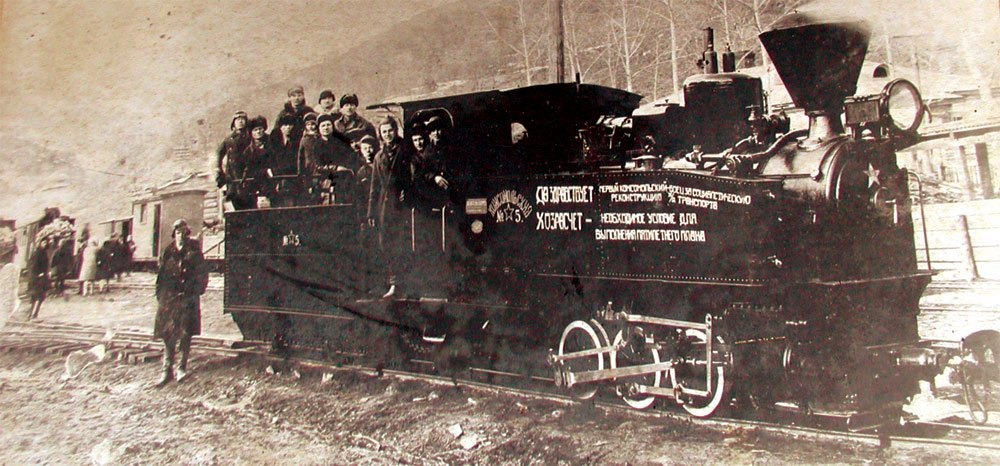
O&K-Dampflok mit 600 Millimetern Spurweite in den frühen 1930er Jahren

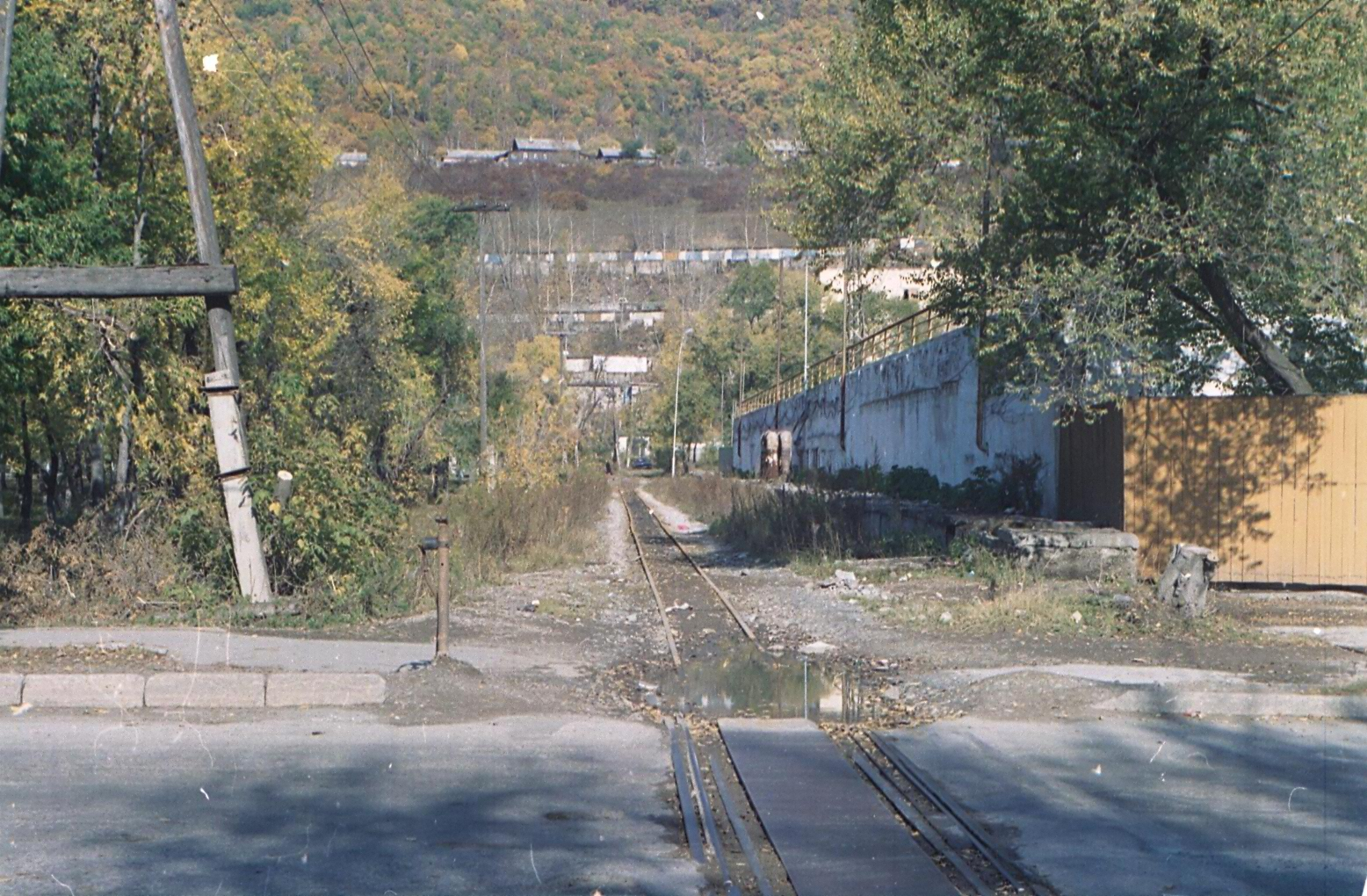
Bahnübergang an der Hauptstraße der Stadt, 2002

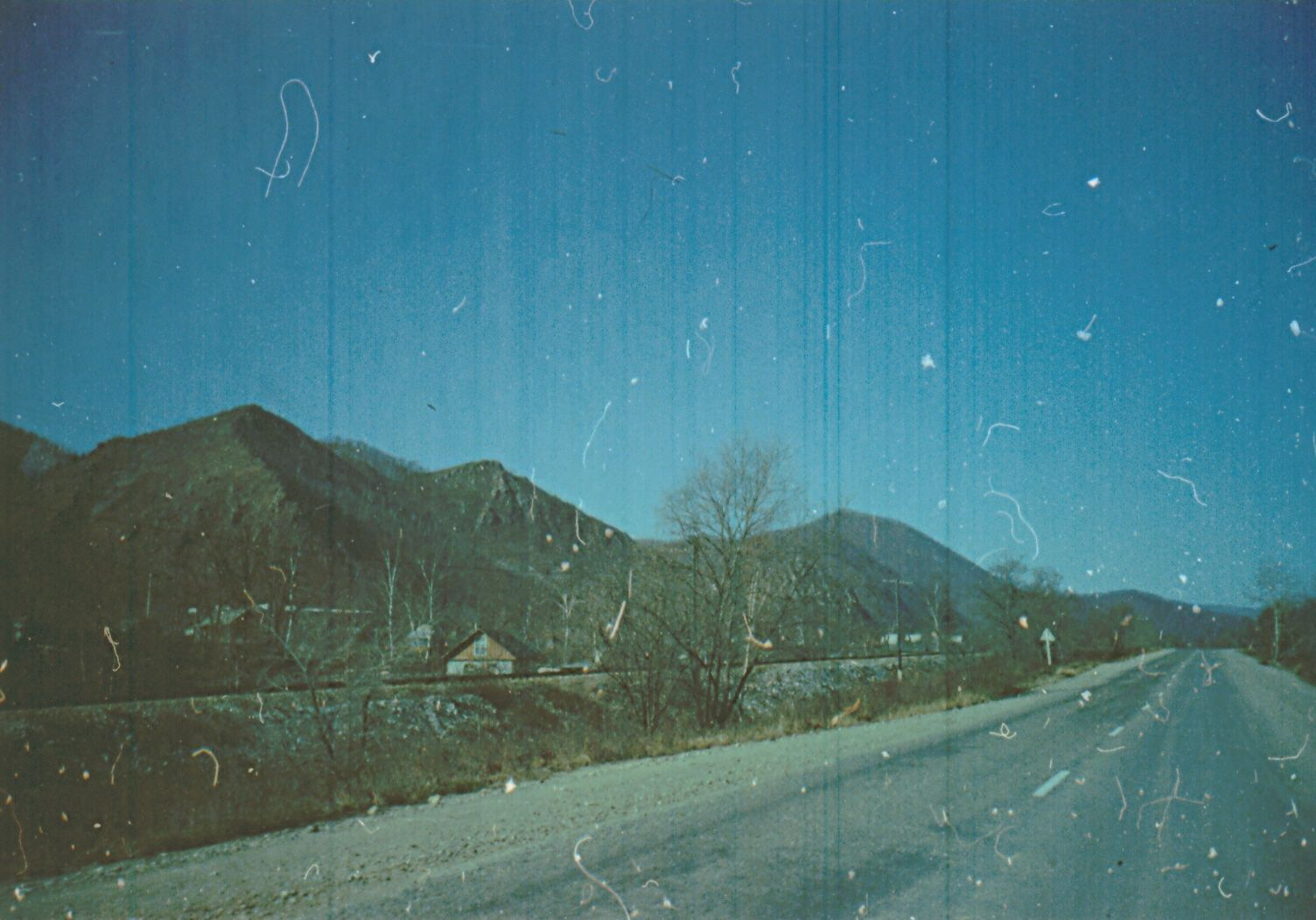
Die Schmalspurbahn verlief parallel zur Straße von Dalnegorsk nach Rudnaja Pristan, 1990

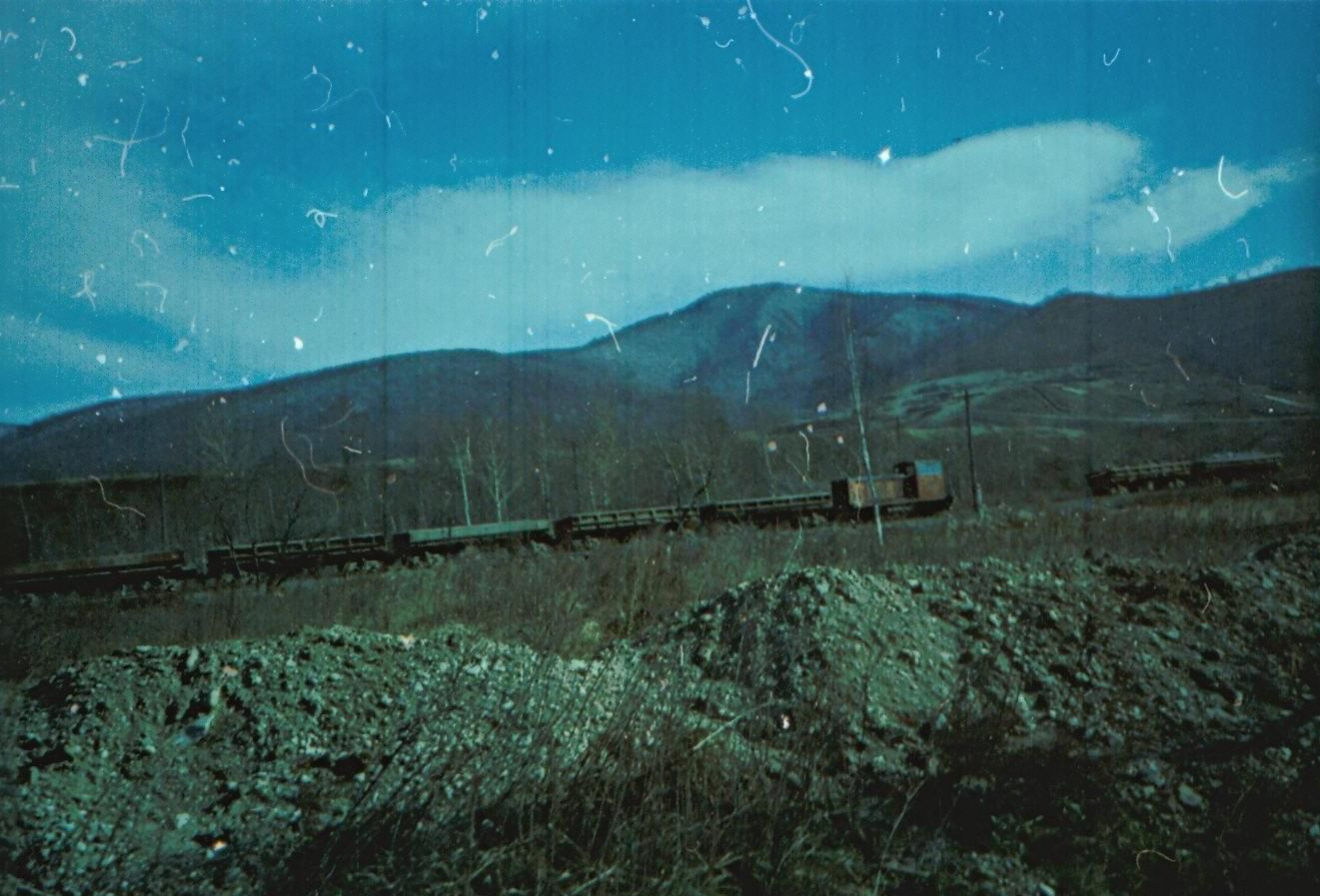
Zug auf der Strecke von Dalnegorsk nach Rudnaja Pristan, 1990

Der Bau der Schmalspurbahnstrecke von Tetjuche-Pristan (jetzt Rudnaja Pristan, russisch Ру́дная При́стань, wörtlich übersetzt Erzkai) nach Tetjuche (russisch Те́тюхе; chinesisch 野豬河; pinyin Yĕzhūhé; wörtlich übersetzt Wildschweinfluss; 1973 umbenannt in Dalnegorsk) begann 1908. Er wurde auf Kosten des Unternehmens von Julius Joseph Bryner (* 1849 La Roche; † 1920 in Wladiwostok) durchgeführt. Der Streckenabschnitt von Tetjuche-Pristan nach Tetjuche wurde 1911 in Betrieb genommen, seine Länge betrug 38 km, die Spurweite 600 mm. Das Lokomotivdepot wurde im Dorf Tetjuche gebaut, die Schienenfahrzeuge bestanden ursprünglich aus vier Lokomotiven, 80 Wagen für den Transport von Erz und 14 Flachwagen zum Transport von Holz. 
Die Schmalspurbahn wurde später auf eine Spurweite von 750 mm umgespurt. Im Jahr 1932 wurde sie verstaatlicht und weiterentwickelt. Neue sowjetische Lokomotiven kamen auf ihr zum Einsatz. 
Die Schmalspurbahn transportierte Erz, Holz, Maschinen und Geräte für Bergwerke, verschiedene Güter für die Bedürfnisse des Dorfes sowie Fahrgäste. Die Länge des Schmalspurbahnnetzes betrug zum Höhepunkt mehr als 70 Kilometer. In den 1960er Jahren wurden die Dampflokomotiven durch Diesellokomotiven ersetzt. Etwa zur gleichen Zeit wurde der Personenverkehr eingestellt. 1991 ging die Schmalspurbahn in das Eigentum des GMK Dalpolimetall über. Der Streckenzustand auf der Strecke von Dalnegorsk nach Rudnaya Prystan verschlechterte sich daraufhin allmählich.

## Aktueller Status
Anfang 2006 entschieden sich die Eigentümer des geologisch-metallurgischen Komplexes (GMK, russisch Горно-металлургический комплекс) Dalpolimetall für den Straßentransport von Erzkonzentrat von Dalnegorsk nach Rudnaja Pristan. Bald darauf wurde die Schmalspurbahnstrecke auf einer Länge von mindestens 36 Kilometern demontiert. Im Sommer 2006 wurde die Strecke über den größten Teil der verblieben Länge abgebaut. Die Strecke von den Bergwerken nach Rudnaja blieb aber erhalten, um das Erz zum Konzentrator zu transportieren. Im Sommer 2007 wurde die Strecke repariert und in vielen Bereichen wurden die Schwellen komplett erneuert. Im Jahr 2013 waren auf der Strecke von den beiden Bergwerken zur Fabrik rund um die Uhr mit zwei TU7-Lokomotiven in Betrieb.

## Schienenfahrzeuge

### Lokomotiven
- Diesellok der ТУ6D – № 0133
- Diesellok der ТУ7A – № 1138, 3223, 3179
- Elektrolokomotiven in der Grube

### Güterwagen
- Flachwagen
- Trichterwagen (Hopper)
- Kipploren (Dumper)

### Sonderfahrzeuge
- Schneefräse